# 林皋
林 皋（りん こう、1658年 - 1726年+）は、中国清朝前期の篆刻家である。
字は鶴田・鶴顛。興化府莆田県に生まれ、蘇州府常熟県に住んだ。

## 略伝
清初、装飾性に走るあまり停滞した篆刻界にあって林皋は汪関に私淑し、時代に流されずひとりその法を遵守した。おだやかで、なお精巧な作風を確立し、惲寿平を筆頭に当時の大家の多くは林皋の印を用いている。莆田派に属する。
康熙12年（1673年）、『宝硯斎印譜』を出版する。